# Thomas Liessem
Thomas Liessem (* 9. September 1900 in Köln; † 20. September 1973 ebenda) war einer der einflussreichsten Karnevalisten und Organisatoren im Kölner Karneval.

## Beruflicher Werdegang
Thomas Liessem war der Sohn eines Schreinermeisters. Noch vor Beendigung seiner Konditorlehre meldete Thomas Liessem sich im Ersten Weltkrieg 1917 freiwillig zur Fliegertruppe. Nach Rückkehr aus der Gefangenschaft gründete er 1918 eine Likörfabrik, die er 1919 in eine Handelsvertretung für bekannte Markenspirituosen und einen Biergroßhandel umwandelte.

## Beginn im Karneval

Thomas Liessem mit Begleitung vor dem Triumphbogen in Paris am 8. Januar 1941

Bereits am 7. Januar 1923 kam er in Berührung mit dem Kölner Karneval, als er als Büttenredner bei einem „Appell“ der Roten Funken auf sich aufmerksam machte. Dabei war er von der 100-jährigen Jubiläumsshow der Roten Funken so beeindruckt, dass er seither „dem Karneval restlos verfallen war. Ich wurde Roter Funk und hatte das Herz, die Bütt zu erklimmen.“ 1925 gründete er die „Kleine Kölner Karnevalsgesellschaft“, am 1. November 1929 wurde er zum Präsidenten des „Begleitkorps seiner Tollität“ (der heutigen Prinzengarde Köln) berufen.

## Karneval in der Zeit des Nationalsozialismus
1932 trat er dem „Nationalsozialistischen Deutschen Arbeiterverein“ (Träger der NSDAP) bei, zwischen 1933 und 1935 war er auch Mitglied des „SA-Reiterkorps“. Der erkennbaren Vereinnahmung des Kölner Karnevals durch die Nationalsozialisten versuchte Liessem entgegenzuwirken. Am 25. Mai 1935 versammelte Liessem im Kölner „Café Füllenbach“ die Präsidenten der wichtigsten Kölner Karnevalsgesellschaften, um ihre Zustimmung zu einem von ihm stammenden 15-seitigen Papier zu erlangen. Er schlug vor, einen Festausschuss zu gründen, was mehrheitlich angenommen wurde. Am 4. Juni 1935 ließ der Kölner Oberbürgermeister verlauten, dass er die Gründung des Festausschusses gebilligt habe. Damit war der von den Nationalsozialisten gewünschte und von ihnen mit kontrollierte Verein Kölner Karneval e. V. hinfällig. Mit Zustimmung des NS-Gauleiters Josef Grohé wurde im Juni 1935 ein neuer Festausschuss des Kölner Karnevals gegründet, dessen Vorsitz Liessem übernahm und bis 1939 innehatte.
Bereits in der Session 1933/1934 wurde offener Antisemitismus mit einem unter dem Motto „Die letzten ziehen ab“ fahrenden Wagen gezeigt. Für die Sitzungen gab Liessem die Weisung aus, dass in den Büttenreden „die Führer der heutigen amtlichen und kommunalen Stellen…unangetastet bleiben“ müssten. Liessem zählte es nach dem Krieg zu seinen Verdiensten, im Jahre 1933 die Reglementierung des Kölner Karnevals durch die Nationalsozialisten verhindert zu haben. Doch gehen Historiker heute davon aus, dass Liessem und Zugleiter Carl Umbreit seit 1935 teils unter Druck, überwiegend aber aus Überzeugung eng mit der nationalsozialistischen Obrigkeit zusammengearbeitet hatten. Insbesondere wurde mit Gauleiter Grohé kooperiert, der das letzte Wort auch in der Mottowahl besaß. In der Satzung des Festausschusses des Kölner Karnevals vom 5. Juni 1935 war festgelegt, dass der Zug in enger Zusammenarbeit mit dem Ehrenausschuss für den Rosenmontagszug, dem Vertreter der kommunalen Behörden, Industrie und Kultur angehörten, erarbeitet und durchgeführt werden sollte. In gemeinsamen Sitzungen wurden dem Oberbürgermeister oder seinem Vertreter das Motto des Zuges und die einzelnen Motivwagen vorgestellt. Er musste diese genehmigen.
Liessem initiierte erstmals am 20. Februar 1936 eine offizielle Amtseinführung des Karnevalsprinzen, die „Prinzenproklamation“. Zwar waren hier Nazi-Größen anwesend, aber nicht in Uniform zugelassen. In seinen letzten Lebenstagen im August 1936 notierte Willi Ostermann im Krankenhaus den Text des Refrains Heimweh nach Köln mit den ersten Strophen und stellte sie seinem Freund Liessem vor, der die letzte Strophe nach Ostermanns Tod am 6. August 1936 auf Grundlage von dessen Notizen vollendete. Während der Beisetzung trug Liessem als Abschluss seines Nachrufes am offenen Grab zum ersten Mal den Refrain des Liedes vor. Posthum erschien 1936 das letzte von Ostermann verfasste Lied Heimweh nach Köln zusammen mit Och, wat wor dat fröher schön en Colonia (Gloria G. O. 27405), die A-Seite von Liessem, die B-Seite von Ostermann gesungen.
Vor allem im Rosenmontagszug 1938 mit dem Motto „Die Welt im Narrenspiegel“ wurde die NS-Außenpolitik nicht persifliert, sondern propagandistisch unterstützt. Liessem konnte auch nicht den Traditionsbruch mit der Darstellung einer Jungfrau durch einen Mann verhindern, denn ab 1938 wurden hierfür Frauen aus der „Deutschen Arbeitsfront“ rekrutiert. Liessem organisierte während der Zeit des Nationalsozialismus vier Umzüge (1936 bis 1939), am 9. November 1939 beschloss der Festausschuss unter Vorsitz von Liessem aufgrund des Kriegsausbruchs die Einstellung aller karnevalistischen Betätigungen.
Der Widerstand Liessems richtete sich nicht gegen das NS-Regime und dessen Ziele, auch nicht gegen die rassistische Politik, sondern gegen die Gefährdung der Eigenständigkeit der Kölner Karnevalsgesellschaften und zielte auf ihre Selbstverantwortung für die Organisation des Kölner Karnevals und des Rosenmontagszugs ab. Die angebliche „Narrenrevolte“ diente daher eher dem Erhalt der Macht der Kölner Karnevalisten. Liessem hatte es zwar formal erreicht, dem Kölner Karneval die Selbstverwaltung zu bewahren, aber inhaltlich übernahm er eine parteikonforme Linie.

## Nach dem Krieg
Im Dezember 1947 verhängte die Entnazifizierungsstelle Köln ein zweijähriges Rede- und Auftrittsverbot gegen Liessem, auch wenn er „im wesentlichen aus geschäftlichen Gründen der Partei beigetreten“ sei. Damit hatte er auch sein Amt als Präsident des Festkomitees verloren. Liessem hatte vor Rechtsanwalt Hubert Lenz ausgesagt: „Ich bin Mitglied von 4 Sportvereinen und treibe keinerlei Sport. Ich gehöre drei Gesangsvereinen an und kann weder singen noch spielen. Warum sollte ich als Mitglied der NSDAP … politisch schuldig geworden sein? Der einzige Verein, dem ich aus innerer Überzeugung und Begeisterung angehöre, ist die Kölner Prinzengarde.“ Liessem organisierte während der Nazizeit vier Umzüge (1936 bis 1939) und danach von 1949 bis 1953. Am 28. Februar 1949 zog der erste Rosenmontagszug nach dem Kriege unter der Leitung von Liessem wieder durch die Kölner Straßen. Bezeichnet als „erweiterte Kappenfahrt“, stellte Liessem unter dem Motto „Mer sin widder do un dunn wat mer künne“ (Wir sind wieder da und tun, was wir können) 12 Wagen zusammen. Im November 1949 übernahm er die Patenschaft für Tommy Engel, dessen Vater Richard „D’r Rickes“ Mitglied der ab 1933 tätigen Kölner Mundart-Gruppe De Vier Botze war. 
Bereits 1952 wurde er Vorsitzender des „Bürgerausschusses Kölner Karneval“ und führte im selben Jahr den Begriff „à la suite“ als separates Korpsteil der Prinzen-Garde für besondere Sponsoren ein. Ende 1953 wurde Liessem Präsident des Bund Deutscher Karneval e. V. (BDK) nach der Neugründung dieses Dachverbands. Hier warnte er im Hauptvortrag vor einem nicht gewachsenen, sondern künstlich organisierten Karneval. Nachdem der Karnevalist Karl Küpper – seit Januar 1939 mit einem Auftrittsverbot belegt – in einer Büttenrede am 1. Januar 1952 in den Sartory-Sälen unter anderem die Wiedergutmachungsanträge deutscher Vertriebener aufs Korn genommen hatte, verhängte Liessem als damaliger Vorsitzender des Bürgerausschuss Kölner Karneval ein faktisches Auftrittsverbot gegen Küpper, in dem seine „Entgleisungen“ abgelehnt wurden und den Mitgliedsgesellschaften davon abriet, Küpper als Redner zu verpflichten.
1954 übernahm Liessem wieder unangefochten den Vorsitz im Festkomitee und die Präsidentschaft der Prinzengarde. Im gleichen Jahr übernimmt Ferdi Leisten das Amt des Zugleiters. Mit der Gründung des „Großen Senats“ erschließt Liessem 1954 eine bedeutende Geldquelle für den Kölner Karneval, gesponsert von Unternehmern und Industriellen und geführt von Jan Brügelmann. Im Januar 1957 sorgte Präsident Liessem dafür, dass der „Festausschuss“ wieder seinen ursprünglichen Namen „Festkomitee des Kölner Karnevals von 1823 e. V.“ annimmt. 

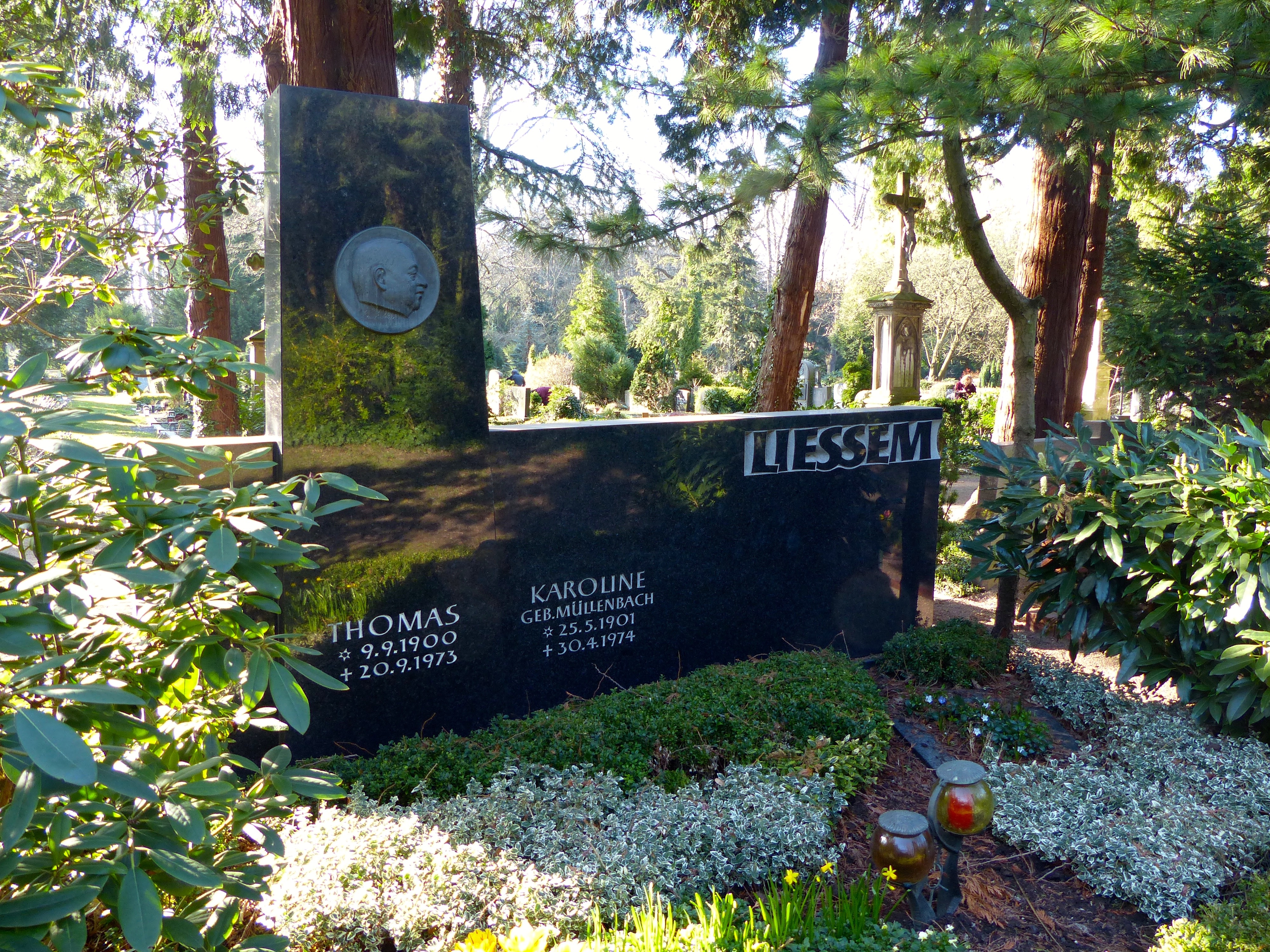
Grab auf dem Friedhof Melaten

Liessem hatte es als BDK-Präsident nach der Sturmflut-Katastrophe von Hamburg 1962 strikt abgelehnt, eine deutschlandweite Entscheidung für oder gegen die Durchführung der Rosenmontagszüge zu treffen. Im Jahre 1962 gab Liessem sein Amt als Präsident des BDK ab, danach blieb er dessen Ehrenvorsitzender. Seine Erinnerungen verewigte er 1963 in dem Buch Kamelle und Mimosen. Das Amt des Präsidenten des Festkomitees übergab er im April 1963 an Ferdi Leisten. Das Amt als Präsident der Prinzengarde 1906 e. V., welches er seit 1929 innehatte, gab er im Mai 1963 ab. 1968 sorgte Liessem – mittlerweile ohne Amt – über das Festkomitee für ein Auftrittsverbot des Karnevalisten Horst Muys, weil dieser zotige Witze präsentiert hatte.
Liessem verstarb nur wenige Tage nach seinem 73. Geburtstag und hinterließ Ehefrau Karoline (1901–1974) und Sohn Werner Liessem (1934–2015). Er soll zu Lebzeiten Mitglied in 30 Karnevalsvereinen gewesen sein. Seine Grabstätte befindet sich auf dem Kölner Friedhof Melaten (Flur 35).

## Werke

### Bücher
- Willi Ostermann. Leben und Wirken des rheinischen Volkslieddichters. Josef Höfer Köln, 1936. 2., veränderte Auflage 1951. Neuausgabe (um Noten erweitert) als: Willi Ostermann – Ein Leben für den Frohgesang am Rhein. Köln: Willi Ostermann Verlag, 1958. ISBN 3-87252-232-9.
- Kölsch Thiater. Köln: Greven 1953.
- Kamelle und Mimosen. Köln: Dumont Schauberg 1966.

### Schallplatte
A-Seite Heimweh nach Köln, 1936 (B-Seite: Willi Ostermann, Och wat wor dat fröher schön noch en Colonia).